# サミュエル・アーヴィング・ニューハウス・ジュニア
サミュエル・アーヴィング・ニューハウス・ジュニア（Samuel Irving "Si" Newhouse Jr.、1927年11月8日 - 2017年10月1日）は、アメリカ合衆国の実業家。
1922年にアドバンス・パブリケーションズを創業したサミュエル・アーヴィング・ニューハウス・シニアの長男であり、弟のドナルドとともに、その資産を相続した。兄弟が相続した資産の中には、コンデナスト・パブリケーションズ（『ヴォーグ』、『ヴァニティ・フェア』、『ザ・ニューヨーカー』などの雑誌の出版社）、全米の新聞社数十社（スター・レッジャー、プレイン・ディーラー、オレゴニアンなど）、元ケーブル会社のブライトハウス・ネットワークス、ディスカバリー・コミュニケーションズの支配的株式などがある。

## 若年期
アドバンス・パブリケーションズの創始者であるサミュエル・アーヴィング・ニューハウス・シニアと妻のミッツィ（旧姓エプスタイン）の長男として生まれた。
ニューヨークのプレップスクールであるホレイス・マン・スクールを卒業した後、シラキュース大学に入学したが、中退して父が経営する新聞社で働き始めた。

## キャリア
シラキュース大学を中退後、パリのインターナショナル・ニュース・サービスに勤務した。アメリカ空軍に2年間従軍した後、ペンシルバニア州ハリスバーグに行き、父が経営していた新聞社2社を指揮した。1964年には『ヴォーグ』アメリカ版の発行人となり、1975年にコンデナスト社の会長に就任した。1985年には『ザ・ニューヨーカー』を買収した。
亡くなる前の推定純資産額は95億ドルで、2014年の『フォーブス』誌ではアメリカの富豪の46位にランクインしていた。
ニューハウスは、母校のシラキュース大学への1,500万ドルなど、多くの慈善活動に寄付した。また、彼は美術コレクターでもあり、世界で最も高値で落札された絵画の一つであるジャクソン・ポロックのドリップ・ペインティング『No. 5, 1948』を所有していた。ニューハウスは、『アートニュース』誌で世界の美術収集家トップ200人のうちの1人に選ばれている。

## 私生活
1951年にジェーン・フランケ(Jane Franke)と結婚し、サミュエル・アーヴィング・ニューハウス3世、ウィン・ニューハウス、パメラ・ニューハウス・メンシュの3人の子供をもうけたが、1959年に離婚した。彼の両親は離婚に深く失望した。
1973年にビクトリア・キャリントン・ベネディクト・ド・ラメル(Victoria Carrington Benedict de Ramel)と結婚した。
孫のサミュエル・アーヴィング・ニューハウス4世は、ドキュメンタリー映画『ボーン・リッチ』に出演している。

## 死去
ニューハウスは2017年10月1日にニューヨークにおいて89歳で死去した。